# 903

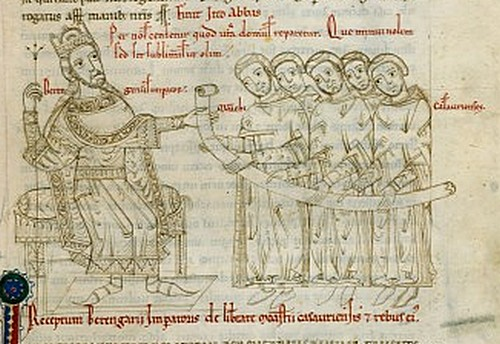
Berengarius I met monniken van Casauria

Het jaar 903 is het 3e jaar in de 10e eeuw volgens de christelijke jaartelling.

## Gebeurtenissen

### Europa
- Koning Berengarius I vaardigt concessies en privileges uit voor de Lombardische adel en kloosters. De abdij van Bobbio in de streek Emilia-Romagna (Noord-Italië) krijgt privileges om de bibliotheek verder uit te breiden.

## Religie
- Zomer - Paus Benedictus IV overlijdt na een pontificaat van 3 jaar. Hij wordt opgevolgd door Leo V als de 118e paus van de Katholieke Kerk. Leo wordt echter na ongeveer 30 dagen door tegenpaus Christoforus afgezet en in de gevangenis opgesloten. Christoforus laat zichzelf uitroepen tot de nieuwe paus van Rome.
- Eerste schriftelijke vermelding van Pskov (huidige Rusland).

## Geboren
- Abd al-Rahman al-Sufi, Perzisch astronoom (overleden 986)
- Hedwig, koningin van het West-Frankische Rijk (overleden 951)

## Overleden
- 26 maart - Sugawara no Michizane (58), Japans bestuurder en dichter
- 24 december - Hedwig van Babenberg, echtgenote van Otto I
- Adalhard van Babenberg, Frankisch edelman
- Benedictus IV, paus van de Katholieke kerk